# Dana Peirce
Dana Peirce (* 8. Juni 1979) ist eine ehemalige Ruderin aus den Vereinigten Staaten, die 2002 den Weltmeistertitel im Achter gewann.

## Sportliche Karriere
Dana Peirce aus Richmond, Virginia, belegte mit dem amerikanischen Achter den vierten Platz bei den Junioren-Weltmeisterschaften 1996, im Jahr darauf gewann sie die Bronzemedaille. Bei den Weltmeisterschaften 2002 in Sevilla siegte der US-Achter mit Dana Peirce auf der zweiten Position, sowohl die zweitplatzierten Australierinnen als auch die drittplatzierten Deutschen hatten weniger als eine Sekunde Rückstand. 2003 gewann Peirce mit dem Achter die Weltcup-Regatta in München, bei den Weltmeisterschaften 2003 wurde sie aber nicht eingesetzt. 2004 trat sie beim Weltcup in München im Einer an und belegte den achten Platz.
Dana Peirce graduierte an der University of North Carolina und schloss ein Veterinär-Studium an der Cornell University an. 2011 heiratete sie den ehemaligen Ruderer Jonathan Watling.